# Hotel exclusivo
Hotel Exclusivo é uma categoria de hotéis personalizados. O conceito é legitimado por meio de certificação hoteleira internacional, que valida os empreendimentos com métodos de avaliação e visitas de clientes ocultos, no intuito de compreender se a experiência gerada atende aos requisitos necessários de um hotel exclusivo. Durante a década de 90, o foco na gestão concentrava-se em padronizações e sistemas de qualidade. Ocasião na qual houve a expansão dos grandes conglomerados globais, redes internacionais, franquias e hotéis multinacionais. Com as aceleradas transformações sociais e tecnológicas e com o advento da pós-modernidade, a busca pelo padrão é gradativamente substituída pela exclusividade.